# Ulfshytte Jernverks AB

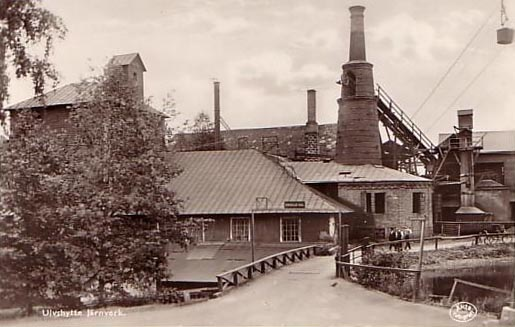
Ulfshytte Jernverk

Ulfshytte Jernverks AB är ett tidigare bruksbolag hemmahörande i Ulvshyttan i Säters kommun i Dalarna. 

## Historik
Bolaget bildades 1887 och övertog då tillgångar som förut tillhört Grängshammar AB, ca 20 000 tunnland mark inklusive järnbruket i Ulfshyttan och tre gruvor med mera. Efter flera år med förluster övertogs aktiemajoriteten av Gerhard Arfwedsson. Under hans ledning, från 1893, genomfördes en lång rad förändringar som återställde lönsamheten i företaget. Bolaget upphörde med bessermerblåsningen år 1901 och satsade i stället på att dra fördel av den rena malmen i Bråfallsgruvan och den närbelägna Hästhagsbergsgruvan. Den hade ovanligt låg halt av fosfor och svavel. Det järn man fick fram från masugnen såldes bland annat till England som råvara vid framställning av pansarplåt vilket gav ett högre pris. Bruket investerade i en 2,6 kilometer lång linbana för transporter till Ulfshyttans järnvägsstation av järn och sågat virke; linbanan togs i drift år 1900. Tekniska förbättringar gjorde att masugnen gick med mycket få avbrott och produktionen ökade. Tillsammans med en bättre konjunktur gjorde detta att bolaget under åren efter 1900 visade god vinst, troligen, också under första världskriget. Produktionen av tackjärn i Ulfshyttan ökade: 690 ton år 1850, 1081 ton år 1860, 2043 ton år 1870,  2134 ton år 1880, 4063 ton år 1890 och 4667 ton år 1900.

### 1900-talet
Den nye brukspatronen Arfwedsson lät omgående uppföra en stor och mycket ståndsmässig disponentbostad, Ulvshyttans herrgård. Vid uppförandet återanvändes delar av en stor träbyggnad på platsen som Silvbergs församling använt som skola. Den byggnaden innehöll delar från  Östra Silvbergs herrgård. 1903 var herrgården kompletterad med ett torn med utsikt över Ulvsjön.  
Vid den fors som söderifrån gick ner till hyttdammen i Ulvshyttan fanns en såg och en kvarn. Den forsen drev även linor som gick upp till gruvhissen i Hästhagbergs gruva.  Där sågen och kvarnen legat bygges Dormsvedens vattenkraftverk år 1913, byborna döpte det till Porjus. Namnet var inspirerat av stora vattenkraftbyggen i Norrland. Samtidigt byggdes en delvis ångdriven såg vid Malmviken. Den sågen brann ner 1928 men byggdes snabbt upp på nytt.
Vid Hästhagsbergsgruvan bröts järnmalm. Den totala tillverkningen vid järnverket, som 1917 hade 75 arbetare anställda, uppgick till 5 525 ton exportjärn. Man tillverkade omkring 1 000 stds sågade trävaror (1919). Bråfallsgruvan stängdes efter första världskriget men öppnades på nytt i början av andra världskriget. Bolaget ägde 33 torp där arrendatorn bunden av ett arrendeavtal som medförde skyldighet att betala arrende  och göra ett antal dagsverken per år. Kontrakten förbjöd arrendatorerna att starta egna verksamheter som inte syftade till att producera mat och förnödenheter till det egna hushållet och förbjöd uthyrning av bostad till personer som inte arbetade åt bruket.
1909 och 1918 var det strejk på bruket. Speciellt strejken 1918 var en hård konflikt där strejkbrytare sattes in och någon smällde av dynamit på grusplanen framför herrgården. Strejken slutade med att nästan alla arbetare fick gå tillbaka på oförändrade villkor. En orsak var troligen att efter första världskrigets slut så blev det lågkonjunktur.
1918 var det allmän brist på mat vilket bidrog till att ovanligt många, speciellt bland de fattiga bruksarbetarna och deras familjer, dog i spanska sjukan. Torparna och andra som kunde odla mer egen mat drabbades i mindre omfattning. 
1 oktober 1918 emitterade bolaget ett 20 årigt obligationslån på 1 000 000 kr till 6 % ränta via Stockholms enskilda bank. Banken kontrollerades av familjen Wallenberg. Som säkerhet lämnades en inteckning i bolagets samtliga egendomar varav 15 000 tunnland var produktiv skogsmark 
I sågen vid Malmviken fanns två sågramar, kanthyvel, hyvelmaskin och en klyvsåg. Liksom många andra liknande företag på den tiden bedrev bolaget även eget jordbruk och skogsbruk. Bolagets största tillgång var att det ägde cirka 20 000 tunnland mark (= nästan en kvadratmil), varav huvuddelen var produktiv skogsmark.
Under två år av början av 1920-talet gick bolaget i förlust för att sedan gå med vinst under flera år till och med 1930. I USA hade det 1929 börskrasch, banker hade gått i konkurs, det blev handelskrig i Euorpa; länder införde tullar. 1931 sjönk bolagets  försäljning av tackjärn nästan till noll.  Masugnen stoppades, produktionen av träkol på bolagets marker stoppades, priset på sågat timmer från bolagets såg i Malmviken sjönk kraftig etc. En stor del av bolagets arbetare blev arbetslösa och bolagets 33 torpare förlorad en stor del av sina inkomster.  Tur i oturen var att staten från 1931 påbörjade planera statliga vägbyggen i närheten där arbetslösa kunde AK-arbete: Ny väg Ulvshyttan–Skenshyttan, ny väg söderut från Pollaksund mot Smedjebacken och den så kallade Millionvägen.
Sedan skedde en viss återhämtning och masugnen startade igen. 1936 gick masugnen för fullt, bolaget sålde tackjärn till 30% högre priser än 1930, bolaget gick med vinst och hade amorterat en del av skulderna. Ägarna sålde bolaget till Wikmanshytte bruk 1937. Det är okänt varför ingen utanför Wallenbergkretsen ville ta över som långivare. Bolaget ägde ju betydligt mer än en halv kvadratmil produktiv skogsmark och en stort antal byggnader. Enligt årsredovisningarna var det 20-åriga obligationslånet, som skulle förfalla till betalning 1938, den största skulden. Efter att Wikmanshytte Bruks AB, där Jacob Wallenberg var den som bestämde, tagit över företaget 1937 las hyttan ner 1939. Hyttan och kringliggande anläggningar ansågs vid nedläggningen var mycket ålderdomliga jämfört med till exempel det näraliggande Domnarvets järnverk.
Istället satsades på gruvdriften, som moderniserades under 1940-talet. Gamla varphögar i Bråfall krossades och kördes genom det nyuppförda anrikningsverket vid Hästhagbergs gruva med mycket god vinst. Under andra världskriget och ett par år därefter var det stor efterfrågan på ved så många extra skogshuggare fick inkvarteras under ganska primitiva förhållanden I början av 1950-talet sysselsatte företaget omkring 130 arbetare. Gruvindustriarbetarförbundet avdelning 97, Ulvshyttan hade 53 medlemmar den 1 januari 1950. Årsproduktionen låg på omkring 30 000 ton slig och 1 200-1 500 stds sågade trävaror, varav ungefär hälften hyvlade. Sågen vid Malmviken lades ned i mitten av 1950-talet. På den mark som använts av sågverket uppfördes en industribyggnad där man bland annat slipade och färdigställde verktyg av snabbstål respektive hårdmetall för till ex svarvning och fräsning. Snabbstålet och hårdmetallen kom från Wikmanshyttan. Den verksamheten expanderade så mycket att det under några år i början på 1960-talet till och med uppstod brist på arbetskraft i Ulvshyttan. Lönen var låg men avtalsenlig, bolaget anställde både ungdomar och kvinnor i den nya verkstaden.

### Sista åren
Efter att Wikmanshytte Bruks AB förvärvats av Stora Kopparbergs Bergslags AB 1966 avvecklades det kvarvarande anrikningsverket vid Hästhagsbergsgruvan. Själva gruvan hade lagts ned redan 1964, malmen var slut. Gruvan i Tallbotten lades ner året därefter. I slutet på 1950-talet och några år framåt hade man haft stora förhoppningar på gruvan i Tallbotten eftersom det fanns en konsult som påstod att den gruvan skulle kunna ge mycket stora mängder malm. Konsulten hade fel, det fanns inga stora mängder malm i Tallbotten. Tio år senare kunde man konstatera att alla dessa gruvor ändå var dödsdömda eftersom de prismässigt inte kunde konkurrera med de extremt stora dagbrott som växte i bland annat Australien och Brasilien. 
1968 beslutade Stora Kopparberg att sälja all verksamhet inom specialståltillverkning[källa behövs] (bruken i Söderfors, Wikmanshyttan och Ulvshyttan) till andra företag i samma bransch. Ulfshyttan lades ned helt och hållet, medan Wikmanshyttan till större delen avvecklades 1976/1977. Antalet anställda på övriga orter minskade kraftigt. Enligt den siste platschefen i Ulvshyttan var verkstaden i Ulvshyttan lönsam och hade expanderat under flera år men den blev ändå nedlagd eftersom köparna redan hade en liknande tillverkning i egna verkstäder. Den före detta platschefen beskrev i efterhand det som att det var skogen som Stora Kopparberg ville komma åt.